# Szalib
Szalib (ros. Шалиб) – wieś w Rosji, w Dagestanie, w rejonie czarodyńskim. W 2010 liczyła 169 mieszkańców, głównie Laków.